# Fausto Pari
Fausto Pari (* 15. September 1962 in Bellaria-Igea Marina (RN), Italien) ist ein ehemaliger italienischer Fußballspieler.

## Biografie

### Vereinskarriere
Pari begann seine Karriere in seiner Heimatstadt Bellaria-Igea Marina beim AC Bellaria Igea Marina und erzielte für die Profimannschaft des Vereins in seiner ersten Saison vier Tore. Nach einer Saison wechselte er zu Inter Mailand und blieb dort zwei Jahre. Bei Inter wurde er zum ersten Mal Meister, blieb dabei allerdings ohne Einsatz, denn sein Debüt sollte er erst ein Jahr später am 22. März 1981 gegen US Pistoiese geben. Dies blieb allerdings sein einziger Pflichtspieleinsatz für Inter und deshalb ging er von dort aus zum AC Parma, der damals in der Serie C spielte. Dort blieb er ebenfalls zwei Jahre, ehe er zurück in die Serie A ging und zwar zu Sampdoria Genua. Sampdoria blieb er neun Jahre treu und feierte dort seine größten Erfolge. In seiner zweiten Saison bei Sampdoria gewann die Mannschaft die Coppa Italia, wie auch in den Jahren 1987/88 und 1988/89. Die Pokalsiege ermöglichten Sampdoria die teilnahme am Europapokal der Pokalsieger, wo die Mannschaft 1988–1989 das Finale erreichte und in der Saison 1989/90 nach einem Sieg über den RSC Anderlecht, den Pokal gewinnen konnte. In der darauf folgenden Saison wurde Pari zum zweiten Mal in seiner Karriere Meister, nachdem er mit der Mannschaft den ersten Scudetto für Sampdoria gewinnen konnte. Daher nahm Sampdoria in der nächsten Saison am Europapokal der Landesmeister teil und drang dort bis ins Finale vor, wo das Team dem FC Barcelona knapp mit 0:1 unterlag. Pari wechselte nach dieser Saison zum SSC Neapel und spielte mit der Mannschaft im UEFA-Pokal, wo das Team in der 2. Runde an Paris Saint-Germain scheiterte. In der Serie A war das Team eher mittelmäßig, konnte in der Saison 1994–1995 erneut am UEFA-Pokal teilnehmen und scheiterte dort in der 3. Runde an Eintracht Frankfurt. Pari verließ nach einer weiteren Saison Neapel und wechselte zu Piacenza Calcio und wurde in seiner einzigen Saison dort viertzehnter mit dem Verein in der Serie A. Nach einer Saison in Piacenza ging er zu SPAL Ferrara und stieg in die Serie C auf. Danach blieb für zwei Jahre in der Serie C, spielte dort aber für den FC Modena, ehe er seine Karriere beendete.

### Managerkarriere
Kurz nach Ende seiner aktiven wurde er 2000 Sportdirektor von US Brescello. Im Jahr 2002 begann er als Technischer Direktor, in Zusammenarbeit mit Arrigo Sacchi, bei der AC Parma zu arbeiten. Nachdem er seinen Job bei Parma aufgegeben hatte, arbeitete er noch bei Sampdoria Genua, dem AS Bari, Spezia Calcio und dem FC Modena.

## Erfolge
- Italienische Meisterschaft: 1979/80, 1990/91
- Coppa Italia: 1984/85, 1987/88, 1988/89
- Italienischer Supercup: 1991
- Europapokal der Pokalsieger: 1989/90
- UEFA Super Cup: Finale 1990
- Serie-C2-Aufsteiger: 1997/98